# Anastasius Grün
Pour les articles homonymes, voir Grün et Auersperg.
Anton Alexander Graf von Auersperg, Anton Alexander comte d'Auersperg (né le 11 avril 1806 à Laibach et mort le 12 septembre 1876 à Graz), plus connu sous les pseudonymes d'Anastasius Grün, et de Zelenec en slovène, est un poète slovène germanophone. Il est connu pour son combat politique pendant le Vormärz en faveur des idées libérales au sein de l'Empire autrichien.

## Biographie
Auersperg est tout d'abord au château familial des Auersperg à Thurn am Hart (Šrajbarski turn) en Carniole. Il va ensuite à l'école à Vienne : de 1813 à 1815 au Theresianum puis de 1815 à 1817 au lycée du même établissement, enfin de 1817 à 1818 il fréquente l'académie de la guerre et de l'ingénierie. Il entre ensuite à l'institut de Friedrich August von Klinkowström. Ce dernier, avec le professeur de slovène Josef Orel et le poète slovène France Prešeren, donne des cours à Auersperg et noue avec lui des liens d'amitié durables. Auersperg est un élève très assidu et un très grand lecteur. De 1824 à 1826, il étudie la philosophie et le droit à Graz et à Vienne. Après la fin de ses études son père décède. Il reprend alors la gestion des domaines familiaux de Thurn am Hart et de Gurckfeld. Le premier avait été acheté par son illustre ancêtre Herward von Auersperg en 1658 pour la somme de 64 000 florins, tandis que le second par son fils Dietrich en 1705.
Anton Alexander voyage en Italie, en France, en Allemagne et en Angleterre, et y prend contact avec des personnalités littéraires. L'été, il reste en Carniole pour gérer ses domaines. En hiver, il habite Vienne ou Graz. Son penchant pour la poésie est attisé par France Prešeren, avec lequel il s'entretient en allemand à cause de ses connaissances insuffisantes en slovène. Ils lisent ensemble Die Ehre dess Hertzogthums Crain, la gloire du duché de Carniole, de Janez Vajkard Valvasor. Cela éveille le patriotisme d'Auersperg.

### Famille

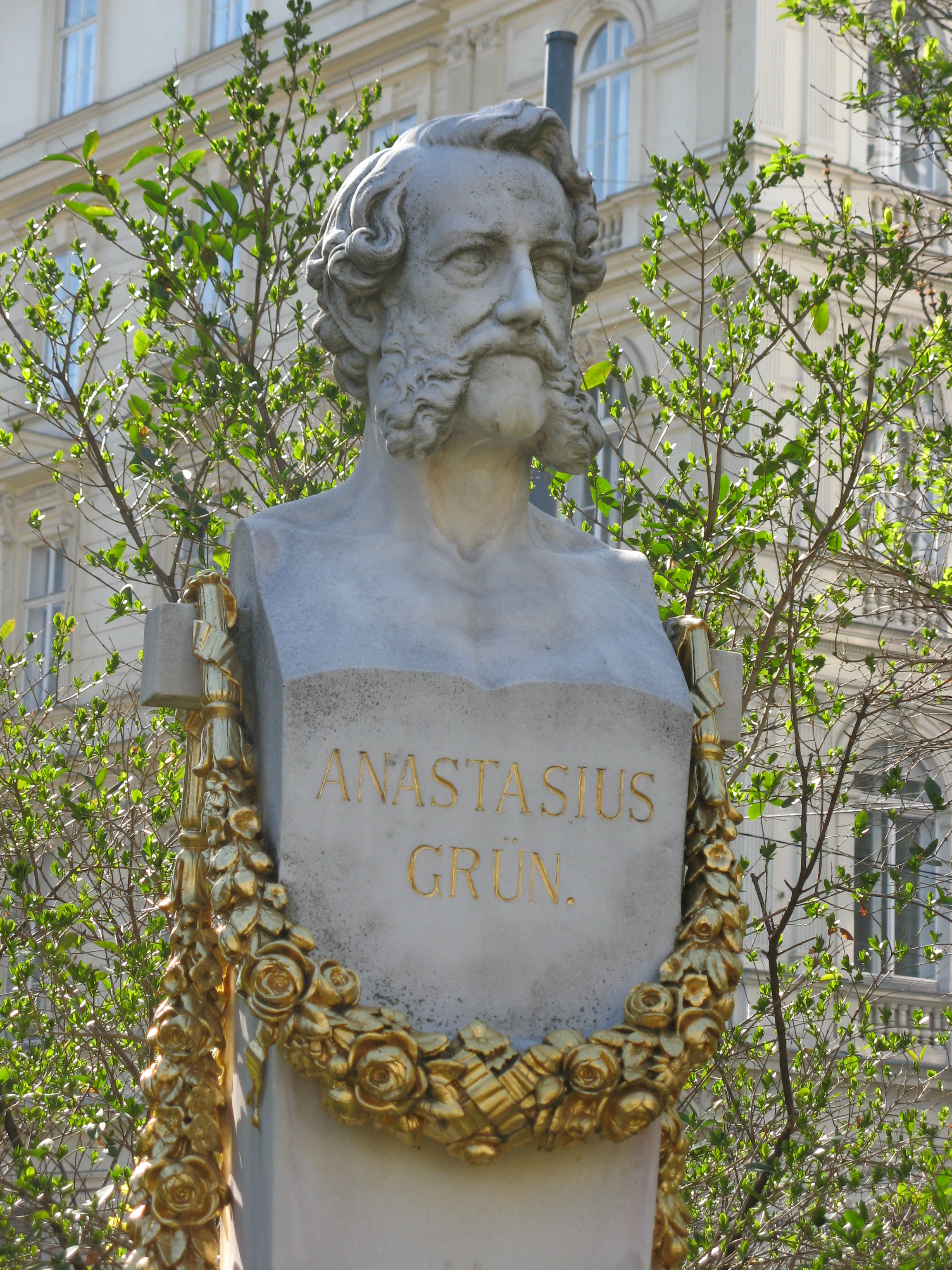
Statue d'Anastasius Grün sculptée par Karl Schwerzek en 1891

Anton Alexander appartient à la ligne « pankrazienne » des Auersperg, c'est-à-dire qu'il descend de Pankraz von Auersperg (1441–1496). Parmi ses aïeux, on compte notamment Herward von Auersperg, général à Karlstadt (1613–1668), ou Herbard VIII. Freiherr von Auersperg (1528–1575) Landeshauptmann de Carniole et général sur les frontières croates, slavones et windiques, qui tomba sur le champ de bataille près de Budatschki.
Il est le fils du comte Alexander, qui est franc-maçon. Ce dernier meurt alors qu'Anton n'a que douze ans. Sa mère est Cäcilia (1786–1836), Freiin von Billichgrätz zu Baumkircherthurm und Hilzenegkh. Elle se remarie en 1819 à Leopold Freiherrn von Liechtenberg-Janeschitz von Adlersheim.
Anton Alexander se marie le 11 juillet 1839 à la comtesse  Maria Rosalia von Attems (née le 10 avril 1816 à Graz et décédée le 25 mars 1880 dans la même ville), la fille du Landeshauptmann de Styrie le comte Ignaz von Attems Freiherr von Heiligenkreuz et de la comtesse Aloisia von Inzaghi. Elle donne naissance à Graz à un fils : Theodor, le 28 février 1859. Il reprend les domaines familiaux à la mort de ses parents. Il meurt le 4 mai 1881 d'une chute de cheval. L'héritage va au comte Erwin von Auersperg, le neveu d'Anton Alexander, qui revend les biens en 1903.
Il repose dans la tombe familiale dans le cimetière du château de Thurn am Hart.

### Constantin Wurzbach et Anastasius Grün
Le jeune Constantin von Wurzbach (1818-1893) fait la connaissance du comte Auersperg et le prend pour exemple, lui qui a des ambitions littéraires. Il lui consacre d'ailleurs une grande partie de son dictionnaire biographique de l'Empire autrichien. Peu après cette parution de Wurzbach, Auersperg publie Blätter der Liebe, feuilles de l'amour, en 1830 sous le pseudonyme d'Anastasius Grün. Il édite ensuite Der letzte Ritter, le dernier chevalier, qui reprend une métrique proche de celle de la chanson des Nibelungen. Dans Spaziergänge eines Wiener Poeten, promenades d'un poète viennois, il chante une ode à la grandeur à venir de l'Autriche. L'Empire autrichien ayant selon lui tous les cartes en main sur le plan moral et politique pour augmenter sa puissance. Il écrit ensuite Schutt, gravats, Gedichte, poèmes, Nibelungen im Frack, Nibelungen en queue de pie, Pfaff vom Kahlenberg, le curé de Kahlenberg et In der Veranda, dans la véranda. Auersperg écrit dans un style très démonstratif, ce qui lui donne déjà à l'époque une place à part parmi les poètes engagés politiquement. Anastasius Grün devient un poète populaire et un des meneurs du mouvement libéral autrichien. Il est une source d'inspiration pour les poètes de la Jeune-Allemagne. Anastasius Grün dédie Pfaff von Kahlenberg au poète Nikolaus Nimbsch Edlen von Strehlenau, plus connu sous le pseudonyme Lenau. Ce dernier touché par l'infortune et ayant terminé sa vie fou, était un ami cher d'Auersperg. Après la mort de Lenau, Auersperg édite certaines de ses œuvres de manière posthume. Il les accompagne d'une biographie du défunt. En 1838, la censure analyse les poèmes politiques d'Auersperg et le démasque. Wurzbach écrit à ce sujet : « Nous ne voulons pas repenser à un incident littéraire qui a eu lieu peu après la parution du Spaziergänge et qui après quelques prolongations a trouvé une fin préservant l'honneur du poète, car nous les hommes comme A. nous croyons trop bons, pour entrer en contact avec une société malsaine autrement que par écrit ».

### Ambitions politiques
En avril 1848, Auersperg est élu par 63 voix sur 93 au pré-parlement allemand puis devient dans la foulée membre du parlement de Francfort. Dans deux écrits politiques en allemand, Auersperg tente vainement de gagner les slovènes à la cause du parlement. Il démissionne alors. 
De 1861 à 1867, il est membre du parlement régional de Carniole. Il y défend la germanophonie. En 1867, il décide d'être muté au parlement régional de Styrie à cause des différends qu'il a avec les Slovènes. En 1861, il devient également membre à vie de la chambre haute autrichienne. 

### Auersperg et les slovènes
Les Slovènes ont une relation ambivalente avec Auersperg. L'apprentissage de la langue et des chansons populaires lui permettent de s'en rapprocher. Jean-Baptiste d'Autriche semble avoir influencé fortement Auersperg en la matière, en le convainquant en 1832 de publier des chansons populaires slovènes. Auersperg commence alors à retranscrire en allemand des histoires ancestrales slovènes. D'autres auteurs comme Prešeren, Stanko Vraz, Emil Korytko, Jernej Kopitar, Matevž Ravnikar, Janez Zalokar ou Janez Bleiweis poursuivent des objectifs similaires. Les traductions paraissent entre 1837 et 1845 dans différents Almanachs. Ce n'est qu'en 1850, qu'un livre dédié est édité : Volkslieder aus Krain, chansons populaires de Carniole. Cette œuvre d'Auersperg présente à l'Europe pour la première fois la poésie slovène. Les Slovènes s'en montrent reconnaissants. 

### Distinctions et postérité
Sa ligne de conduite claire, aussi bien en tant que poète qu'en tant qu'homme politique lui offre de nombreuses distinctions : le roi de Bavière Maximilien II lui décerne en 1853 l'ordre de Maximilien, en 1864, il devient citoyen d'honneur de la ville de Vienne, en 1865, il reçoit un doctorat honorifique de l'université de Vienne, en 1868, il devient président d'honneur de la délégation du Reichstag, le parlement autrichien, enfin en 1871, il devient membre honorifique de l'académie des sciences.
En 1891, un buste de Karl Schwerzek est inauguré dans le Schillerpark à Vienne. En 1896, l'Anastasius-Grün-Gasse est nommée en son honneur dans le quartier de Währing dans la même ville. Un monument lui est également consacré à Graz. Une plaque commémorative est placée en 1950 sur la maison au Schlesingerplatz 4 à Vienne, là où il a fait la rencontre de France Prešeren.

## Œuvre
- (de) Blätter der Liebe, Stuttgart, 1830
- (de) Der letzte Ritter, Munich, 1830
- (de) Spaziergänge eines Wiener Poeten, Hambourg, 1831
- (de) Schutt, Leipzig, 1836
- (de) Gedichte, Leipzig, 1837
- (de) Nibelungen im Frack, Leipzig, 1843
- (de) Pfaff vom Kahlenberg, Leipzig, 1850
- (de) Volkslieder aus Krain, aus dem Slowenischen übersetzt, Leipzig, 1850
- (de) Robin Hood. Ein Balladenkranz nach altenglischen Volksliedern, 1864
- (de) In der Veranda, 1876